# Amata hyalota
Amata hyalota là một loài bướm đêm thuộc phân họ Arctiinae, họ Erebidae.